# 柏市镇
柏市镇，是中华人民共和国湖南省株洲市攸县下辖的一个乡镇级行政单位。其绿化覆盖面积达到85％以上。

## 行政区划
柏市镇下辖以下地区：
柏市社区、泉塘村、风塔村、富头村、温水村、中洲村、湖厂村、樟井村和墙背村。